# Агассіз (озеро)
51° пн. ш. 98° зх. д. / 51° пн. ш. 98° зх. д.
Льодовикове озеро Агассіз — колишнє величезне передльодовикове озеро, що розташовувалось в центрі Північної Америки, під час пізнього плейстоцену, живилося талими водами відступаючого Лаврентійського льодовикового щита наприкінці останнього льодовикового періоду. 
На піку свого розвитку площа озера була більшою за всі сучасні Великі озера разом узяті
. 
Згодом воно скинуло воду в акваторію сучасної Гудзонової затоки, залишивши за собою озера Вінніпег, Вінніпегосіс, Манітоба та Лісове озеро.
Вперше постульовано в 1823 р. Вільямом Х. Кітінгом
, 
та найменовано Ворреном Апгемом в 1879 р. на честь Жана Луї Агассіза, нещодавно померлого (1873 р.) засновника гляціології, коли Апгем визнав, що озеро утворилося в результаті льодовикової дії.

## Геологічна історія
Під час останнього льодовикового максимуму, північ Північної Америки була покрита льодовиком, який поперемінно зростав та зменшувався зі зміною клімату. Цей континентальний льодовик, що утворився у період між 30 000 і 10 000 років тому, зараз відомий як Вісконсинське заледеніння і покривав велику частину центральної частини Північної Америки.
Під час танення льодовика,було утворено величезне передльодовикове озеро

Близько 13 000 рр. до сьогодення (майже 12 000 тому згідно з аналізом на основі ізотопу вуглецю 14С), озеро займало більшу частину Манітоби, західну частину провінції Онтаріо, північ Міннесоти, схід Північної Дакоти і Саскачеван. У час найбільшої трансгресії озеро займало 440 000 км², це більше ніж будь-яке сьогоденне озеро (включаючи Каспійське море).
Озеро дренувалось в різні часи на південь через Траверз-Гап Льодовиковою річкою Воррен
, на схід через озеро Кельвін (сучасне озеро Ніпігон) і далі в сучасне озеро Верхнє
 або на захід річкою Маккензі територію Юкона і Аляски.

На деякий час льодовик знову просунувся на південь, але коли він знову відступив на північ від нинішнього канадсько-американського кордону близько 10 000 років тому, озеро Агассіз знову наповнилося.
Останній значний зсув у дренажі стався приблизно 8200 років тому.
Танення залишків льоду Гудзонової затоки спричинило майже повне стікання озера Агассіз.
Цей остаточний дренаж озера Агассіз був пов’язаний з підйомом глобального рівня моря приблизно на 0,8-2,8 м.
[ 13 ]
Великі події реорганізації дренажу озера Агассіз були такого масштабу, що вони суттєво вплинули на клімат, рівень моря та, можливо, ранню людську цивілізацію .
Ймовірно, що величезний викид прісної води з озера в Північний Льодовитий океан порушив океанську циркуляцію та спричинив тимчасове охолодження.
Викид прісної води з озера 13 000 років тому може бути причиною стадіалу пізній дріас.

Попри суперечливість оцінок,

викид прісної води з озера 9900–10 000 років тому може бути причиною кліматичної події 8200 років тому.
Дослідження Терні та Брауна пов’язує викид прісної вод 8500 років тому з розширенням сільського господарства зі сходу на захід по Європі; вони припускають, що це також може пояснити різні міфи про потоп стародавніх культур, включаючи біблійну розповідь про потоп .
.
Більша частина остаточного дренування озера Агассіз могло відбутися в дуже короткий час, можливо, всього лише за один рік.
Остання велика повінь сталася близько 6 400 р. до Р.Х. (6 700 р. до Р.Х. згідно з ізотопом вуглецю 14С), коли озеро скинуло свою воду до Гудзонової затоки.
Остаточне дренування озера відбулося протягом наступних 1 000 років або близько того.

## Дренування Льодовиковою річкою Воррен
Найнижча точка між сточищем Гудзонової затоки та Мексиканської затоки — Траверз-Гап на межі американських штатів Міннесота та Південна Дакота.
Вона розташована між озерами Траверз і Великим Кам'яним озером.

Цей континентальний вододіл знаходиться на висоті приблизно 300 м над рівнем моря.

Коли існувало озеро Агассіз, брама була виходом до річки Воррен.
Потік від танення льодовиків заповнив озеро Агассіз, а потім через браму дренувався до Мексиканської затоки.
Цей потік розмив долину шириною 2-5 км і глибиною 30–38 м.

Сьогодні долиною тече річка Міннесота, до якої впадає річка Верхня Міссісіпі у Форт-Снеллінгу, Міннесота.
На північ від брами річка Північний Ред тече від озера Траверз на північ через колишнє дно озера Агассіз до озера Вінніпег.

## Фази

### Фаза Локхарта: 10875 — 10560 р.р. до Р.Х.

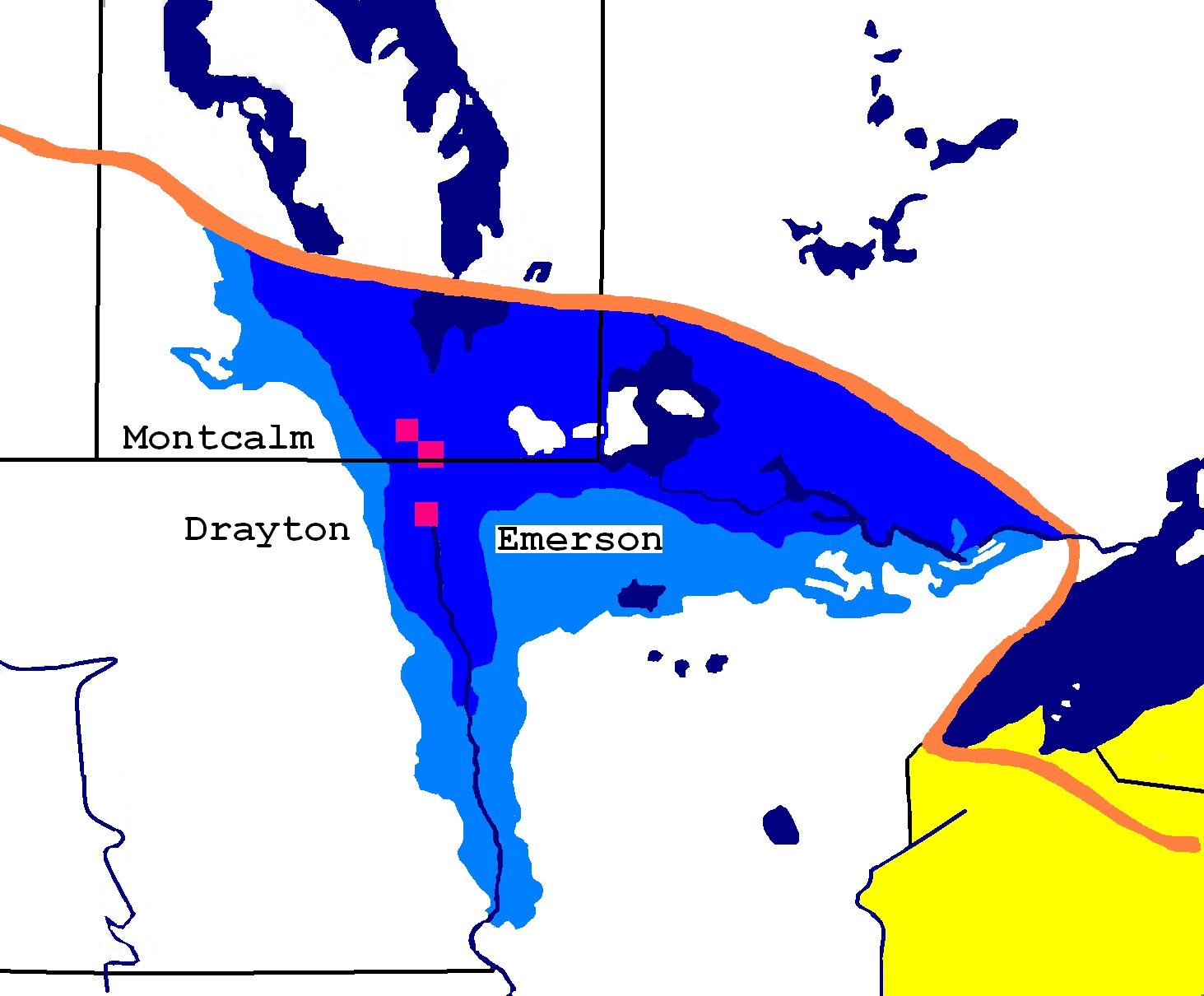
Фаза Локхарта озера Агассіз, Теллер і Леверінгтон, 2004 (Геологічна служба США)

Під час фази Локхарта вода накопичувалася в долині Ред-Рівер у Північній Дакоті та Міннесоті. Коли вода досягла вершини вододілу на півдні, озеро почало дренуватись сточищем річок Міннесота та Міссісіпі.
Це сталося, коли південний край Лаврентійського льодовикового щита знаходився на південь від нинішнього канадсько-американського кордону.

Коли льодовик відступав на північ, раннє озеро Агассіз вкривало південну Манітобу, терен, що межує з Міннесотою та Онтаріо , і вздовж Ред-Рівер на південь від Фарго, штат Північна Дакота.
Фаза Локхарта пов'язана зі стадією озера Герман (335 м н.р.м.), найвищою береговою лінією озера Агассіз.
Морена Біг-Стоун утворювала південну межу озера.
Під час фази Локхарта середня глибина озера становила 231 м, найбільша — біля льодовика.

### Фаза Мурхеда: 10560 — 9690  р.р. до Р.Х.
Коли льодовик выдступив на північ, озеро Агассіз знайшло маршрут дренування через Каміністіквія вздовж сучасного кордону Міннесоти та Онтаріо через озеро Дулут, передльодовикового озера сточища озера Верхнє.
Звідти вода стікала на південь через річища Сент-Круа та Міссісіпі.
Озеро стікало нижче пляжів озера Герман, поки післяльодовиковий відскок і льодовикове просування не закрили маршрут Каміністіквія.
Це стабілізувало озеро на стадії озера Норкросс (325 м н.р.м.).
 
Середня глибина озера Агассіз під час пізньої фази Мурхеда становила 258 м.
Дренування озера Агассіз відбувалось річищами Міннесоти та Міссісіпі до Мексиканської затоки.

### Фаза Емерсона: 9 690–8 630 р.р. до Р.Х.
Під час фази Емерсона рівень озера та режим дренажу постійно змінювався. 
Озеро змінило дренування із південного на північно-західний і, можливо, було статичним без значного дренування під час цієї фази. 
Ізостатичний відскок змінив висоту суші, і це, у поєднанні зі змінами об’єму талої води з краю льоду та закриттям витоку Каміністіквія на сході, збільшило розмір північного краю озера. 

Одна гіпотеза припускає, що озеро було «безстічним озером» з однаковою кількістю притоку води та випаровуванням. 
Датування льодовикових морен показує, що система річок Клірвотер і Атабаска, а також сточища озера Ніпігон і Мінонг все ще були вкриті льодом. 
Період балансу надходження опадів і талої води зі швидкістю випаровування міг існувати короткий період часу. 

Під час цього етапу відкрився дренаж системами Клірвотер і Атабаска. 
Ізостатичний відскок на деякий час відкрив дренування на південь, утворивши пляжі Норкросс (325 м н.р.м.), Тінта (310 м н.р.м.) і Верхній Кемпбелл (299 м н.р.м.). 
Південне дренування було назавжди припинено наприкінці фази Емерсона. 

### Фаза Ніпігону: 8 630–7 160 р.р. до Р.Х.
Відкриття стоку Каміністікіа на схід поклало початок фазі Ніпігон. 
Нижній рівень озера був обмежений південним дренуванням через системи річок Міннесоти та Міссісіпі. 

Льодовик просунувся й заблокували північно-західне дренування через системи Клірвотер і Атабаска. 
Було кілька інших шляхів дренування у сточище озера Мінонг, а саме через Каміністікію та витік озера Ніпігон. 
Це дозволило великій кількості води текти з озера Агассіс в озеро Мінонг. 
Серія просування та відступу льодовику 8 500 і 7 500 р.р. до Р.Х. заблокувала дренування озера Ніпігон та інші низькорівневі точки стоку, створюючи періодичні катастрофічні викиди води в басейн озера Мінонг. 

Ці великі потоки води підняли рівень озера Мінонг і вилилися в озеро Алгонкін в басейнах озер Мічіган і Гурон. 

Ці викиди знову наповнили басейни озер Мічиган і Гурон, які є надзвичайно низькими рівнями води в озерах Чіппева (басейн озера Мічіган) і Стенлі (басейн озера Гурон). 
Це сталося внаслідок ізостатичного відскоку північних берегових ліній у поєднанні з відкриттям стоку через Північну затоку басейну озера Гурон. 

Ці повторювані викиди з озера Агассіс затоплювали басейн озера Мінонг, потім перетікали в басейн озера Стенлі, а потім через дренажний шлях Північної затоки вливалися в море Шамплена (сучасна низовина Святого Лаврентія). 

Зміщення льодовикового покриву створило флуктуаційні дренажні канали в басейни озера Ніпігон і Верхнього. 
За короткі періоди стабільності було створено десяток пляжів. 
Ближче до кінця фази Ніпігон озеро Агассіс досягло найбільшого географічного розміру, коли воно з’єдналося з озером Оджибвей на сході. 

### Фаза Оджибвей: 7 160 — 6 480 р.р. до Р.Х.

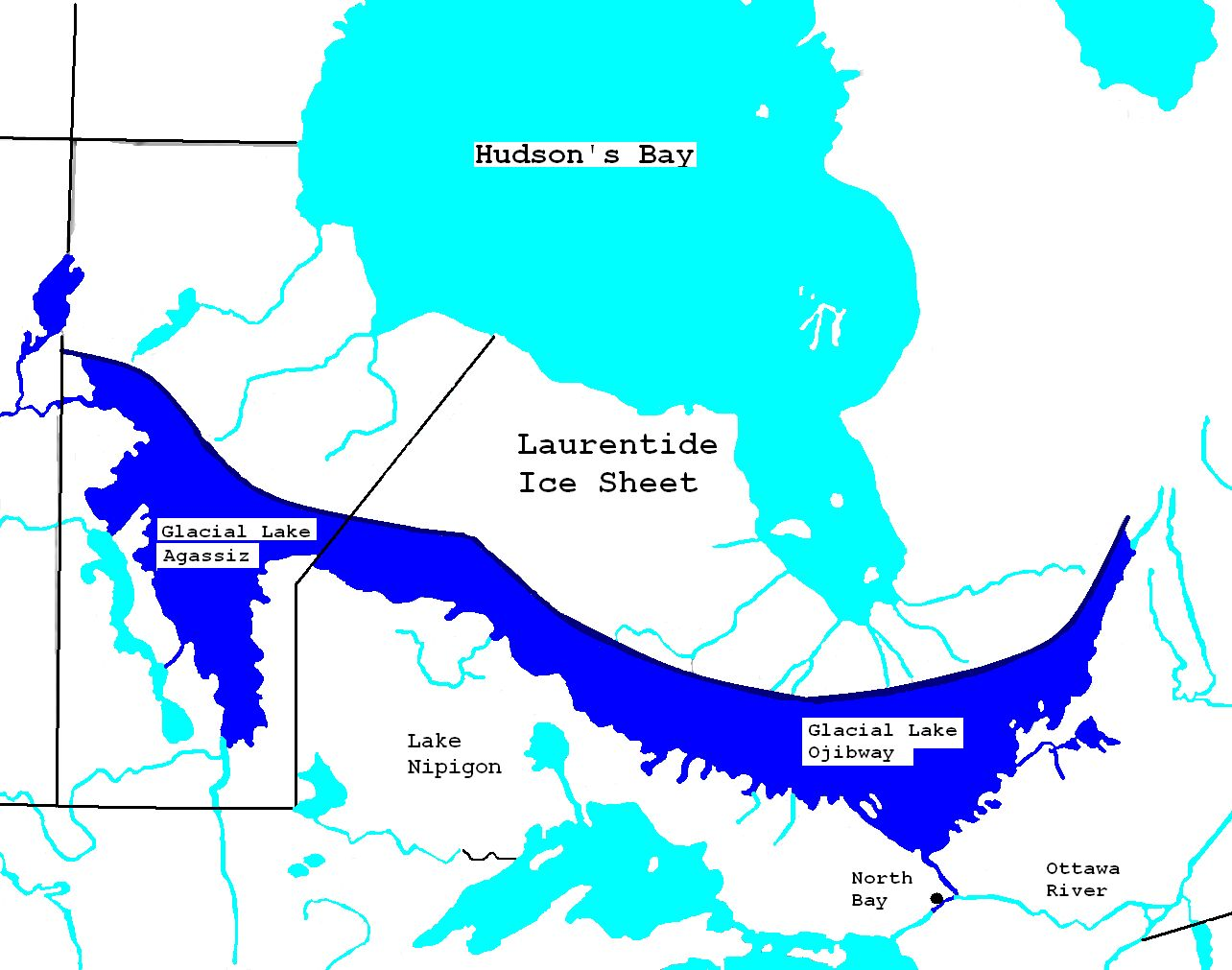
Карта льодовикових озер Агассіз і Оджибвей приблизно 5900 р.р. до Р.Х.. Розроблено Теллером і Леверінгтоном, 2004 (Геологічна служба США)

Фаза Оджибвей названа на честь льодовикового озера вздовж льодовикового фронту на півночі Онтаріо. 
У цей час озеро Оджибвей злилося з озером Агассіз. 
Ізостатичний відскок терену на південь від льодовика, створив довге лінійне озеро від кордону Саскачеван – Манітоба до Квебеку. 
Це довге озеро стікало через східний вихід річки Кіноевіс у долину річки Оттава. 

Дренування озера Агасіс-Оджибвей підняв рівень моря. 
Результати можна побачити в Новій Шотландії, Нью-Брансвіку та східному Мені. 
Морські записи з Північної Атлантики виявили два окремих епізоди, пов’язані з похолоданням північної півкулі 6490 р.р. до Р.Х. та 8340–8180 р.р. до Р.Х. 
Вони можуть бути пов’язані з фазою Оджибвей озера Агассіз і можуть вказувати на велику кількість дренажу з долини річки Оттава та моря Тиррелла (стародавньої Гудзонової затоки). 

Лаврентійський льодовиковий щит продовжував відступати. 
Постійне потепління призвело до того, що льодовиковий фронт відступив до сучасної Гудзонової затоки. 
В цей час озеро Агассіз дренувалось на північ до моря Тиррелла. 
Ця зміна призвела до зниження рівня води нижче східного виходу Кіноевіс. 
За дренажем послідував розпад сусіднього льодовикового фронту приблизно 6480 р.р. до Р.Х.. 
Це призвело до осушення озера Агассіз. 
Льодовиковий щит продовжував відступати на північ до Баффінової Землі, залишивши материкову частину Північної Америки приблизно 3000 р.р. до Р.Х. . 

## Залишки озера
Вінніпег, Вінніпеґосіс, Манітоба, озеро Лісове та Дощове озеро є залишками стародавнього Агассізу. Обриси і об'єми цих сучасних озер як і раніше, повільно змінюються в зв'язку з диференціальним ізостатичним підскоком.
Інші геологічні і геоморфологічні докази існування озера Агассіз також можна побачити і сьогодні. Піднятий пляж, розташовано за багато кілометрів від будь-якої водойми, позначує межі колишнього озера в різний час. Родючі ґрунти долини Ред Рівер, що тепер дренуються річкою Північний Ред, утворені озерними відкладеннями мулу з озера Агассіз.